# جواو ماركيلهاس
جواو ماركيلهاس (مواليد 24 يوليو 1959) هو مبارز بالسيف برتغالي، مثّل بلاده في الألعاب الأولمبية الصيفية 1984.

## روابط رياضية
جواو ماركيلهاس على موقع أوليمبيديا (الإنجليزية)